# Łupek kennelski
Łupek kennelski – skała osadowa, odmiana łupka węglowego sapropelowego zawierająca kennel.